# Vârsta universului
Calculele din 2009 arată că vârsta universului este de 
13,75 ± 0,17 miliarde de ani     . Astrofizicianul George Gamow și studenții săi au ajuns la concluzia că unele elemente chimice din universul de azi provin din primele timpuri ale formării acestuia. Unele radiații, care se presupune că datează din perioada Big Bang-ului, încă mai circulă prin univers. S-a mai descoperit că cele mai ușoare elemente ca hidrogenul, deuteriul și heliul au fost primele elemente în univers, iar celelalte elemente mai grele s-au format ulterior. Cercetătorii susțin că elementele mai grele decât heliul și mai ușoare decât fierul s-au format în procesul nuclear în stele, iar cele mai grele elemente (mai grele decât fierul) s-au format în urma exploziilor supernovelor.

## Alte estimări
Unii specialiști apreciază că această vârstă se poate determina numai aproximativ și rezultatul este în funcție de metoda folosită. Una din metode se bazează pe mișcarea galaxiilor, mai precis pe faptul că mișcarea lor este proporțională cu distanța, și arată că „începutul universului” se situează cu 15 – 20 de miliarde de ani în urmă . 
Și Georges Abell de la Universitatea din California, S.U.A., este de părere că vârsta universului ar fi cuprinsă între 15 și 20 de miliarde de ani, iar după Sandage și Tammann această cifră ar fi exact 19,5 miliarde de ani  .